# Chantal Baudaux
Chantal Nathaly Baudaux Jiménez, née le 4 janvier 1980 à Caracas au Venezuela, est une actrice et mannequin vénézuélienne. Elle a fait ses débuts en tant qu'actrice en 1998 dans le telenovela Hoy te vi (en). Elle est surtout connue pour son rôle dans le telenovela La mujer de Judas.